# La Beba
La Beba es una localidad del partido de Rojas, Buenos Aires, Argentina.
Anteriormente estación del Ferrocarril General Urquiza.
Se encuentra a 27 km de la ciudad de Rojas por camino de tierra.

## Población
Cuenta con 37 habitantes (Indec, 2010), lo que representa un descenso del 41% frente a los 63 habitantes (Indec, 2001) del censo anterior.
| Gráfica de evolución demográfica de La Beba entre 1991 y 2010 |
|                                                               |
| Fuente: Censos nacionales del INDEC                           |